# Jørgen Sverker Nilsson
Jørgen Sverker Nilsson (født 15. februar 1938 i København, død 22. december 2020) var en dansk officer.
Han var søn af premierløjtnant Agne Niels Sverker Nilsson (død 1973) og hustru Erna Gunda født Finsterer (død 2003), blev student fra Efterslægtselskabets Skole 1958 og gennemgik Hærens Officersskole 1960-1963. Nilsson blev premierløjtnant 1963 og forrettede tjeneste ved Den Kongelige Livgarde 1963-1968, var ved Forsvarsministeriet 1968-1970 og 1972-1977 og gennemførte Generalstabskursus 1970-1972.
Han blev major 1973 og var tjenestgørende ved FN's fredsbevarende styrke pâ Cypern (UNFICYP) 1977-1978, var kompagnichef ved Livgarden 1978-1979, lærer i taktik pâ Hærens Officersskole 1979-1982. Han blev oberstløjtnant 1981, var bataljonschef ved Livgarden 1982-1984, sektionschef i Forsvarsstaben 1984-1988 og blev oberst og chef for 1. sjællandske brigade 1988.
Dernæst blev han Hærens Tjenestegrensinspektør for Kamptjeneste 1990, afdelingschef ved Hærens Operative Kommando 1991, chef for Forsvarets Center for Lederskab 1991, generalmajor og chef for Hjemmeværnet fra 1993 til 28. februar 1998, hvor han fik sin afsked fra Hæren. Han var dernæst programchef ved Center for Ledelse (tidligere Dansk Management Forum) fra 1998 til 2003.
Nilsson var Kommandør af 1. grad af Dannebrogordenen, bærer Hæderstegnet for god tjeneste ved Hæren, Hjemmeværnets Fortjensttegn samt en lang række udenlandske ordener.
Han blev 9. september 1961 gift med Birgit Gundesen (født 1. september 1938 i København), datter af forretningsfører Anders Peter Gundesen (død 1977) og hustru Signe Kirstine Betty født Grøndal (død 1976).
Nilsson døde 22. december 2020 og er begravet på Hørsholm Kirkegård.